# Bruno Palmdahl
Erik Bruno Palmdahl, född 28 oktober 1928 i Göteborg, död 10 december 2014, var en svensk målare. 
Han studerade för fadern Erik Palmdahl och under studieresor till Nederländerna och Sydamerika. Bland hans offentliga arbeten märks en utsmyckning för Statens järnvägar i Göteborg. Hans konst består av huvudsakligen av landskapsmålningar med motiv från den bohuslänska skärgården.